# Pseudoneothemara
Pseudoneothemara är ett släkte av tvåvingar. Pseudoneothemara ingår i familjen borrflugor.
Kladogram enligt Catalogue of Life:
| Pseudoneothemara | \| \| Pseudoneothemara exul \| \| \| \| \| \| Pseudoneothemara repleta \| \| \| \| |
|                  | \| \| Pseudoneothemara exul \| \| \| \| \| \| Pseudoneothemara repleta \| \| \| \| |
|                  | Pseudoneothemara exul                                                              |
|                  |                                                                                    |
|                  | Pseudoneothemara repleta                                                           |
|                  |                                                                                    |